# Processo legislativo
Processo legislativo é o conjunto de disposições que disciplinam o procedimento a ser observado pelos órgãos competentes na elaboração das espécies legislativas (tipos de leis). Toma a forma de uma sucessão de atos realizados para a produção das leis em geral, cujo conteúdo, forma e sequência obedecem a uma série de regras próprias. A não obediência às disposições sobre o processo legislativo acarreta a inconstitucionalidade da respectiva lei.
As regras de um processo legislativo – regras de âmbito geral relativas a iniciativa, quorum para aprovação, encaminhamento, sanção e veto – são ditadas, em nível federal, por lei fundamental e regulamentadas por leis complementares. Quanto aos detalhes do processo legislativo - os relativos aos trabalhos das comissões, prazos para emendamento e prazo para emissão de pareceres, regras de votação e destaques - cabe aos regimentos internos das Casas legislativas disciplinar.
No Brasil são normas jurídicas produzidas de acordo com as regras do processo legislativo: emendas constitucionais, leis complementares, leis ordinárias, leis delegadas, medidas provisórias, decretos legislativos e resoluções.
No Poder Legislativo, o processo legislativo é "um conjunto de atos preordenados visando à criação de normas de direito. Esses atos são a) iniciativa legislativa; b) emendas; c) votação; d) sanção e veto; e) promulgação e publicação." É, portanto, o conjunto de atos e decisões necessários para a elaboração das leis em geral, definidas pela constituição de um país, especificados conforme o nível de competência normativa.

## Brasil
No Brasil, está regulado pelo artigo 59 da Constituição Federal.